# Twoo
Twoo fue una red social de origen belga focalizada especialmente al encuentro de pareja, encontrándose disponible en más de 200 países; tuvo alrededor de 11.9 millones de usuarios activos al mes, siendo popular sobre todo en la India, Brasil, México, Venezuela e Italia.

## Historia
Twoo.com fue lanzado durante el año 2011 por el creador de la red social Netlog, Lorenz Bogaert (Director ejecutivo de la empresa Massive Media), siendo que según la agencia ComScore, en noviembre del año 2012 Twoo llegó a alcanzar el primer puesto como mayor sitio en el mundo en la categoría de redes sociales de contacto de pareja.
En diciembre de 2012, el grupo Meetic-Match compró la empresa Massive Media, conformando la compañía "Massive Media Match NV".
En diciembre de 2013 se puso en marcha un nuevo producto, la aplicación "Stepout" donde la gente puede averiguar con qué contactos comparten gustos cercanos.
Hacia fines de noviembre de 2014 y principios de 2015, las redes sociales Sonico y Netlog (entre otras de menor cuantía) fueron fusionadas con Twoo, obligando a todos los usuarios de las anteriores redes a migrar a esta red de manera unificada.
Desde abril de 2022 la plataforma informó a sus usuarios que la misma dejaría de funcionar definitivamente el 30 de junio de 2022 (por motivos que aún se desconocen), e indicó que no se uniría a ningún otro servicio de citas, por lo cual sugirió y promovió constantemente migrar a otra página de este tipo (de hecho, aún continúa haciéndolo): Plenty of Fish, con la promesa de recibir un regalo de bienvenida por ser usuario de Twoo. Pero, a diferencia de la fusión con Sonico y Netlog, la migración no es automática, sino que los usuarios deben registrarse manualmente en Plenty of Fish.

### Características
Twoo contaba con algoritmos para facilitar la búsqueda de pareja, los cuales permitían que los usuarios se contactaran entre sí basándose en criterios de ubicación e intereses.[cita requerida]
El sitio se encontraba disponible en 38 idiomas, siendo que también se encontraba disponible como una aplicación para las plataformas de teléfonos Android, iPhone y Windows Phone.

### Críticas
Según el sitio web TechCrunch, en el año 2012 Twoo fue acusado de desviar invitaciones a los contactos de correo electrónico privados de sus usuarios utilizando métodos de spamming. Incluso TechCrunch realizó un seguimiento un año después y sostuvo que Twoo todavía continuaba con los mismos métodos de spam que habían sido reportados el año anterior.